# دستین (فلوریدا)
دستین (به انگلیسی: Destin) شهری در شهرستان اوکالوسا، فلوریدا است که در سال ۱۹۸۴ بنیان‌گذاری شده‌است. این شهر طبق سرشماری سال ۲۰۱۰ میلادی، ۱۲٬۳۰۵ نفر جمعیت داشته و مساحت آن نیز ۲۱٫۲ کیلومتر مربع است.